# Koekangerveld
Koekangerveld is een klein dorp in de gemeente De Wolden, in de Nederlandse provincie Drenthe. Anno 2022 heeft het dorp ongeveer 145 inwoners.
Koekangerveld had tot medio 2005 een basisschool. Deze werd gesloten omdat het aantal leerlingen ver onder het vereiste minimum was gedaald. Buurtvereniging De Veldhoek, die gehuisvest was in de school, kreeg in 2010 een nieuw eigen gebouw van de gemeente ter beschikking. In Koekangerveld en omgeving wordt op regelmatige basis een buurtkrant verspreid, het Veldnieuws.

## Moord
In september 1909 werd in de bossen tussen Koekange en Echten, het toenmalige Koekangerveld, een drievoudige moord gepleegd. Motief voor de moord was driehonderd gulden die een schapenboer die dag had verdiend met de verkoop van 62 schapen. De boer (doorgesneden hals), zijn huishoudster (gewurgd) en de schaapherder (doodgeslagen) overleefden geen van drieën de roofoverval. Over het gebeurde heeft Max Dendermonde in de jaren 1980 een novelle geschreven, getiteld De Stilte van Koekange, waarin hij doet voorkomen dat de hoofdpersoon, en vele andere Koekangers, weten wie de nooit gevonden dader is.

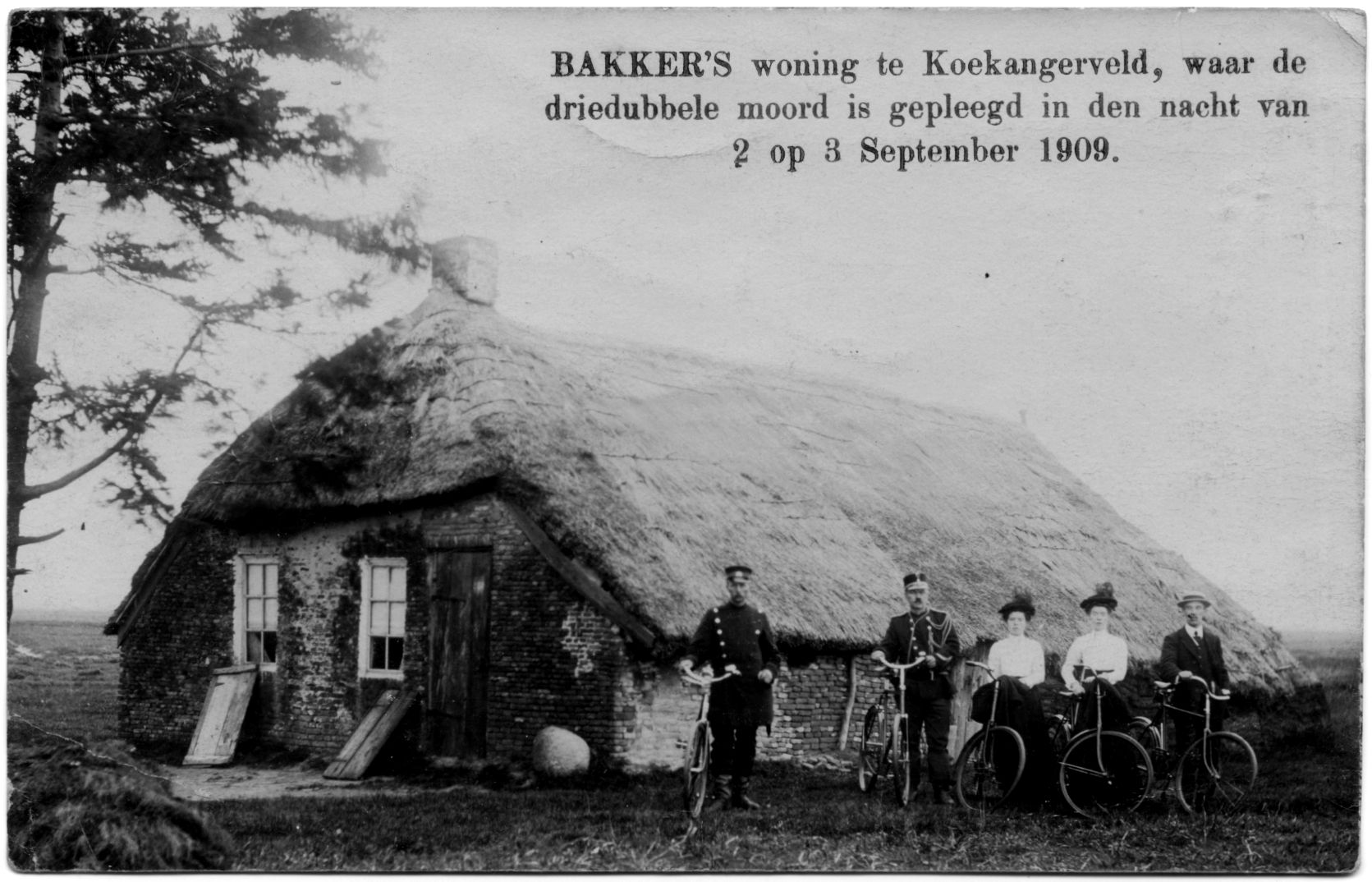
Woning waar driedubbele moord is gepleegd